# China National Pharmaceutical Group
El China National Pharmaceutical Group Corp (CNPGC) coneguda com a Sinopharm és una empresa estatal xinesa. La corporació era el principal accionista indirecte de les empreses cotitzades en borsa de Sinopharm Group (SEHK: 1099 amb Fosun Pharmaceutical), zh (China Traditional Chinese Medicine) (SEHK: 570, principalment a través de Sinopharm Group Hongkong Co., Ltd.). Shanghai Shyndec Pharmaceutical (SSE: 600420, a través d'un institut de recerca de propietat total amb seu a Shanghai) i Beijing Tiantan Biological Products (SSE: 600161, a través del China National Biotec Group).
El Grup Nacional Farmacèutic de la Xina va ser supervisat per la Comissió Estatal de Supervisió i Administració d'Actius del Consell d'Estat.
Sinopharm va ocupar el lloc número 205 de la llista Fortune Global 500 del 2016.